# Marienkirche (Päse)

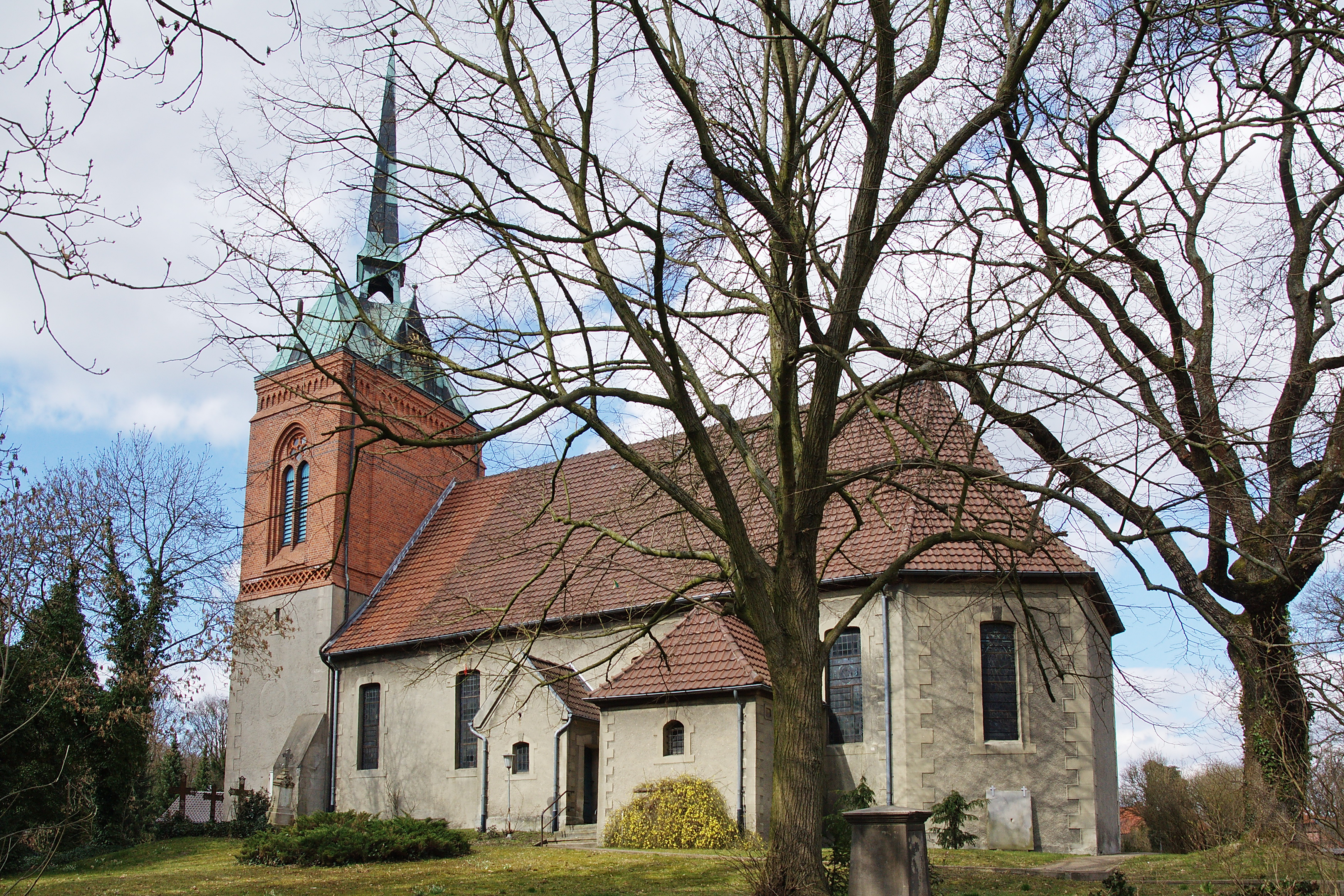
Marienkirche

Die evangelisch-lutherische Marienkirche steht in Päse, einem Ortsteil der Gemeinde Meinersen im Landkreis Gifhorn in Niedersachsen. Die Kirchengemeinde gehört zum Kirchenkreis Gifhorn im Sprengel Lüneburg der Evangelisch-lutherischen Landeskirche Hannovers.

## Beschreibung
Das Erdgeschoss des querrechteckigen Kirchturms wurde von der romanischen Kirche übernommen, die um 1150 erbaut wurde. Teile der Südwand des Langhauses stammen ebenfalls von ihr. Eine Inschrift mit der Jahreszahl 1486 erinnert an eine Verbreiterung des Langhauses über die Breite des Turms hinaus nach Norden. Das mit einem Satteldach bedeckte Langhaus, dessen Mauern um etwa einem Meter erhöht wurden, und der dreiseitig abgeschlossene Chor im Osten wurden 1701–03 errichtet. Außerdem wurden größere Fenster eingebrochen. Das Mauerwerk ist abgesehen von den Ecksteinen aus Raseneisensteinen. Es wurde erst 1912 verputzt. An der Südseite wurden 1876 ein Windfang und eine Sakristei angebaut.
Der Turm wurde 1890 nach einem Entwurf von Eduard Wendebourg neugotisch aus Backsteinen aufgestockt, nachdem das oberste Geschoss durch einen Blitzschlag zerstört worden war. Hinter den als Biforien gestalteten Klangarkaden befindet sich der Glockenstuhl. In ihm hängen zwei Kirchenglocken, die ältere wurde 1512 von Hinrik Mente, die jüngere wurde 1951 vom Bochumer Verein gegossen. Das verkupferte Walmdach beherbergt die Turmuhr, deren Zifferblätter in Zwerchhäusern  nach Osten und Westen zeigen. Aus dem Walmdach erhebt sich ein vierseitiger Dachreiter mit einer hoch ausgezogene Spitze, die mit einer Turmkugel und einem Wetterhahn bekrönt ist.
Der Innenraum ist mit einem hölzernen Tonnengewölbe mit unterlegten Gewölberippen überspannt. Zur Kirchenausstattung gehört ein dreigeschossiges Altarretabel von 1708 mit gewundenen Säulen mit drei Gemälden, das Abendmahl, die Grablegung und die Auferstehung darstellend, bekrönt mit einer plastischen Kreuzigungsgruppe. Die mit Knorpelwerk verzierte, mit einem Schalldeckel versehene Kanzel wurde um 1680 gebaut.
1798 wurde eine Orgel gekauft, die um 1795 von Johann Ferdinand Hüsemann, dem Sohn von Johann Christoph Hüsemann mit 13 Registern, einem Manual und einem Pedal gebaut wurde. Sie wurde 1865 ersetzt durch eine Orgel der Gebrüder Rohlfing, die ein weiteres Manual hatte. Diese Orgel wurde 1935 ersetzt. Dieses Instrument war seit Januar 1970 nicht mehr spielbar. Deshalb wurde 1972 eine Orgel angeschafft, die 1864/65 von den Gebrüdern Euler erbaut war.